# ستيف بلات
ستيف بلات (بالإنجليزية: Steve Platt)‏ هو صحفي بريطاني، ولد في القرن العشرين.